# Független Diákparlament
A Független Diákparlament (FDP) egy oktatáspolitikai diákszervezet, amelynek fő céljai a magyarországi oktatásban résztvevők képviselete, illetve oktatáspolitikai ismeretterjesztés a diákok körében. A szervezet elvi hátterét a John Loflin-féle Tanulói Jogok Nyilatkozata adja, továbbá tagjai elfogadják a Bibó István által A szabadságszerető ember politikai tízparancsolata című munkájában foglalt rendelkezéseket. A szervezet a Civil Közoktatási Platform tagja.
A diákszervezet a 2014-es alapítása utáni években is szervezett közéleti, elsősorban oktatási szakpolitikai témákkal kapcsolatos megmozdulásokat. A 2018-as magyarországi országgyűlési választások kampányában több nagy sajtóvisszhangot nyert rendezvényt és demonstrációt tartottak. A szervezet 2019-ben mozgalommá alakulásával megszűnt. Jelenleg a helyébe, nem folytatásként, az ADOM Diákmozgalom akciócsoport lépett, habár a koronavírus-járvány miatt tevékenysége korlátozott módon lehetséges.

## Működése
A szervezet civil diákkezdeményezésre jött létre. Az iskolai tanév elején online választáson dönthetnek a diákok, hogy ki képviselje a szervezetet. A választáson minden magyarországi diák szavazhat. A felhatalmazást minden tanévben 90 diák, 10 hallgató, 10 tanár, 10 szülő és 5 öregdiák kapja meg. Az éves őszi plenáris ülésen a diákok bizottságokat alakítanak, melyek egy-egy konkrét oktatáspolitikai témakörrel foglalkoznak a tanév során. Év közben bizottsági szintű munka zajlik, továbbá vitaesteket tartanak. A nyilvánossággal való kapcsolatért a szervezet kommunikációs stábja felel. Ha valamely bizottság javaslattal szeretne élni, a szervezet a dokumentumokat eljuttatja az Emberi Erőforrások Minisztériumának.
A szervezet elsősorban a szavazó tagságát képviseli, de célja minden magyarországi diák érdekének érvényesítése. Saját meghatározásuk alapján elsősorban az Y generáció diákságának képviseletét látják el.

## Szakpolitikai álláspontja
Az FDP gyakorlati, ügyrendbeli és elvi jellegű ajánlásai a 2015. május 14-én az EMMI-hez benyújtott javaslatcsomagból ismerhető meg.
A dokumentumban a diákszervezet különféle bizottságai által tett javaslatokat az alábbi csoportokba lehet sorolni:
- Tanári és diákjogok: javasolják a hit- és erkölcstan oktatásának fakultativitását, az előrehozott érettségire vonatkozó jog kiszélesítését, illetve hogy jöjjön létre egy független tanári bizottság a tankönyvek elbírálására.
- Jogbiztonság: kérik, hogy az EMMI tartsa be az 1991-ben ratifikált ENSZ gyermekjogi törvényt, hogy a DÖK diákképviselőjét ne érhesse hátrány az iskola részéről, ha hivatalból jár el, illetve hogy az érettségi előtt álló diákokra vonatkozó, a felvételi szempontjából lényegi szabályokat csak 2 éves felmenő rendszerben vezessék be.
- Átláthatóság és részvétel: javasolják, hogy a tanárok féléves terve legyen nyilvános, hogy az iskolákban nyílt párbeszéd induljon az oktatásról a szülők bevonásával, hogy az EMMI hozzon létre egy internetes felületet, ahol a diákok, tanárok, szülők kérdéseket tehetnek fel az oktatási döntéshozók felé, illetve hogy a tanári minősítési rendszernek legyen része a diákok véleménye is.
- A diákszervezetek szabályozása: egységes szabályozást kérnek a diákönkormányzatok jogait, kötelességeit és működését illetően, emellett szabályozást javasolnak arra, hogy a diákönkormányzatok miként jogosultak igénybe venni a tevékenységükhöz szükséges feltételeket (pl. önkormányzati közösségi terek), és miként pályázhatnak minisztériumi támogatásra.
- Oktatásfejlesztés, finanszírozás: kérik, hogy állítsák vissza a tankötelezettség korhatárát 18 éves korra, hogy biztosítsák a szakképzéshez szükséges eszközöket és forrásokat, hogy az állam fordítson nagyobb összeget az oktatásra, és hogy a beruházásoknak legyen független ellenőrző szerve. Javasolják, hogy az első nyelvvizsga díját az állam finanszírozza, emellett a tanári bérek jelentős növelését kérik.
- Tankönyvek: javasolják, hogy a tankönyv a tanárnak – mint munkaeszköz – legyen ingyenes. Emellett kérik, hogy az oktatási anyagok elektronikus formában legyenek ingyenesen elérhetőek legalább a rászoruló diákok számára, illetve hogy az ingyenes könyveket a diákok ne csak egy tanévre, kölcsön kapják meg.

## Politikai tevékenysége
A diákszervezet vállaltan végez oktatáspolitikai tevékenységet. Rendezvényeik között diáktüntetések, beszélgetések, vitafórumok, ismeretterjesztő előadások szerepelnek.
2016. február 19-én a szervezet demonstrációt szervezett a Teleki Blanka Gimnázium igazgatója, Pukli István támogatására, miután a tankerületi vezetője vizsgálatot indított ellene.
A diákszervezet szóvivője, Kálló Dániel 2018. január 17-én az Echo TV vendége volt. A beszélgetés során Velkovics Vilmos riporter a diákszervezet programját nyelvtani szempontból bírálta, és úgy vélte, hogy a diákok „azért akarnak kevesebbet tanulni, hogy többet bulizzanak és videojátékozzanak” A riporter ezen megnyilvánulását az ellenzéki sajtó bírálta, a szóvivő diákot többek között magyartanára is védelmébe vette, az eljárást kioktatónak és fölényeskedőnek nevezte.
2018. január 19-én diáktüntetést szerveztek. A diákok oktatáspolitikai témájú vitára hívták Orbán Viktort, melyet nem fogadott el. Válaszul február 23-án a Független Diákparlament ismét demonstrációt szervezett az „oktatási rendszerváltásért”. A követeléseik közt szerepelt például a kritikai és gyakorlatias gondolkodásmódra nevelés, a szabad tankönyvválasztás, az óraszámcsökkentés, a diákok és tanárok szabad véleménynyilvánításának biztosítása, illetve a tanárok értékelését segítő minőség-ellenőrzési rendszer bevezetése. A több ezer felvonulóhoz csatlakoztak ellenzéki politikusok, továbbá a szülői és oktatási szervezeteket tömörítő Civil Közoktatási Platform is. A tüntetés után egyes résztvevők az Alkotmány utcán, a forgalmat akadályozva vonultak, amiért egyes diákok szabálysértési idézést és közlekedési bírságot kaptak. A rendőrség ezen gyakorlata ellen többen felszólaltak arra hivatkozva, hogy a bírságolás a gyülekezési törvényt sérti. A TASZ jogi segítséget ajánlott fel az érintetteknek, a bírságok kifizetésére pedig közösségi gyűjtés is indult. A 12 pontra Palkovics László oktatási államtitkár úgy reagált, hogy az „nem reális”. Hoffmann Rózsa szerint a tüntetés nem szakmai, hanem politikai indíttatású volt, és rajtuk „több a felnőtt, mint a tanuló”.
A diákszervezet ismeretterjesztési céljainak megfelelően diákfórumokat tartott Nyíregyházán 2018. február 19-én és Kecskeméten február 20-án.
Február 29-ére hirdették meg a „Nem leszek suliban” akciót, melynek célja a figyelemfelhívás volt az oktatásban tapasztalt problémákra. Az akcióhoz országszerte több tízezer diák és tanár csatlakozott.
Március 12-én miniszterelnök-jelölti vitát szerveztek a budapesti Gödör Klubban. Az eseményen részt vett Karácsony Gergely, Szél Bernadett és Vona Gábor, azonban Orbán Viktor nem fogadta el a meghívást.
2018. március 15-én diáktüntetést szerveztek, amelyhez több ellenzéki ünnepi rendezvény támogatói is csatlakoztak. Az eseményen felolvasták a Független Diákparlament által összeállított oktatási 12 pontot. Az Emberi Erőforrások Minisztériuma részéről megkeresésükre nem kaptak választ, Palkovics László szerint a diákok „nyitott kapukat döngetnek”. Balog Zoltán miniszter a Hallgatói Önkormányzatok Országos Konferenciájával kötött szociális béremelési megállapodás aláírásakor úgy nyilatkozott, hogy a diákszervezetnek az oktatási kerekasztal keretein belül kellene állást foglalnia.

## Bírálatok
A kormánypárti oktatáspolitika szereplői rendszerint nem foglalkoznak érdemben a Diákparlament javaslataival, ugyanis nem tekintik a szervezetet hitelesnek, partnernek.
A 888.hu internetes folyóirat az FDP alapítóit „elit iskolákban unatkozó gimnazistáknak”, nevezte, a szervezetről pedig azt írta, hogy „fontoskodó, pattanásos középiskolások maroknyi csoportja alkotja”. Ezt a Magyar Narancs a gimnazista diákok elleni lejárató kormánypropagandának minősítette.
A Pesti Srácok internetes folyóirat szerint a diákszervezet mögött politikai támogatás áll, például a Martin Schulz-féle szociáldemokrata párt támogatása, így a szervezet nem tekinthető függetlennek. A portál bírálta, hogy a szervezet egyik tüntetésén a TASZ által készített jogi útmutatót alkalmazták. A blogstar.hu véleménycikkben bírálta a diákszervezetet, miszerint Soros György szervezetei biztatják őket az iskolakerüléssel való demonstrációra. Emellett utaltak a Pesti Srácok egy korábbi cikkére, amely szerint az FDP-től származó dokumentumot meghamisítva ismeretlenek a Corvinus Egyetem bezárásának hírét akarták politikai provokációs célra használni. Ez alapján a blogstar.hu cikk írója az FDP-t is az állítólagos „Soros-fiatalok” közé sorolta. Az FDP közleményben cáfolta a cikk állításait.